# マンゴネスの怪物
マンゴネスの怪物（マンゴネスのかいぶつ）は、1960年代から1970年代にかけてコロンビアで30人以上の児童を殺害したシリアルキラーである。犯人は逮捕されず、未解決事件となった。

## カリの吸血鬼
1960年代、コロンビア・バジェ・デル・カウカ県の県都サンティアゴ・デ・カリでは未成年者の行方不明が相次ぎ、この地域の住民に不安を与えていた。
1963年11月5日、カリ西部で新聞配達員の遺体が見つかった。その後、少年の殺害が増え始めた。12月4日、カリ北部の草原で2人目の犠牲者の遺体が見つかる。その8日後、眼球をくりぬかれた3人目の犠牲者の遺体がアグアカタル川のほとりで見つかった。年末までにさらに2人の遺体が見つかった。1人は駅の近くで、もう1人はプラドスデルノルテであった。
1964年1月、カリ警察はミイラ化した少年の遺体を見つけた。その2日後、12歳の少年アルベルト・ガルソンの遺体が見つかった。1月の間にカリ市内のさまざまな場所で3人の遺体が見つかった。2月から4月にかけてさらに3人が殺害された。
犯人の手口は犠牲者の心臓と胸部への針の挿入、暴行、強姦、拷問であり、犯人は注射器を用いて青ざめた犠牲者から生きたまま血液を抜き取ったとみられている。
犯人は性的サディズムの持ち主とみられた。マスコミや市民は事件の早期解決を求めたが、1964年後半に多くの犯行が報告された。犠牲者は30人から38人に及んだとみられたが、加害者は特定されず、後に「マンゴネスの怪物」と呼ばれた。

## 映画化
この事件はルイス・オスピナ監督の『プラ・サングレ』というタイトルの映画に題材になった。映画では、特殊な病気に苦しむ主人公が犠牲者の生き血を求めて連続殺人に及ぶという設定になっている。映画の撮影はカリとニューヨークで行われ、1982年に公開された。